# Takumi Shinagawa
Pour les articles homonymes, voir Shinagawa (homonymie) et Takumi (homonymie).
Takumi Shinagawa (品川 工, Shinagawa Takumi) est un artiste graveur et dessinateur japonais né en 1908 dans la préfecture de Niigata et mort en 2009.

## Biographie
Takumi Shinagawa étudie d'abord l'orfèvrerie au Collège d'art industriel de Tokyo, puis il poursuit son enseignement avec Semmin Uno et Onchi Koshiro.
Il participe à des expositions collectives :
- en 1960 il est sélectionné  pour le concours d'art japonais contemporain de la société Tuttle à Tokyo.
- en 1957, 1960, 1962 à Tokyo, Biennale internationale de l'estampe.

Il est membre de l'Académie nationale de peinture et de l'Association japonaise de gravure.
Ses gravures sur bois et ses dessins font preuve d'une recherche constante et originale.